# Telva
Telva es una revista mensual española orientada al público femenino. Ha estado dirigida por Pilar Salcedo, Covadonga O'Shea, Nieves Fontana y, hoy, Olga Ruiz. La revista pertenece al Grupo Unidad Editorial Revistas S.L.U., a su vez propiedad de RCS MediaGroup. 

## Historia
Fue fundada el 2 de octubre de 1963 por la editorial Sarpe, como publicación quincenal (que se convertiría en mensual en 1989) dirigida especialmente a la mujer. Su primera directora fue Pilar Salcedo, entonces numeraria del Opus Dei, quien ocupó el cargo entre 1963 y 1970. Abandonó la dirección por progresivas diferencias con la dirección de la Obra.  
Al comenzar la década de los setenta, dirige la publicación la también numeraria del Opus Dei Covadonga O'Shea (hasta 1997). Durante los primeros años en el cargo, O´Shea continuó con la salvaguarda de los valores tradicionales de la revista en cuanto a selección de prendas de moda y reportajes periodísticos. En los años 70, el escritor y periodista Francisco Umbral acuña la expresión 'chica TELVA' es sus columnas para referirse a un estilo de mujer icono, que iba más allá de las páginas de la revista. Covadonga O´Shea crea los premios de moda internacional T de Telva en 1991 (posteriormente se crearon los premios T de Telva de la belleza). En este periodo las cartas de la directora suelen entroncar con el cristianismo.
En 1982 un grupo de profesionales de la editora Sarpe compran la cabecera y se convierte en Ediciones Cónica. La revista aumenta su tirada en 30.000 ejemplares. En 1994 hay un intento de internacionalizar la revista editándola en Argentina, pero fracasa en 1995.  
Su vinculación al Opus Dei desde la fundación ha motivado que Telva fuera considerada una revista con un cierto talante tradicionalista y conservador respecto de la visión de la mujer. En 1995, la editora encargó una campaña publicitaria (ideada por TBWA Madrid) con el objeto de modificar la percepción que un amplio número de lectoras tenían de la publicación.
Nieves Fontana sucedió en la dirección a Covadonga O´Shea en 1997. Tras formar parte de la redacción de Telva durante más de treinta años, Fontana logró que la revista Telva batiera su propio récord en cuanto a volumen de ejemplares vendidos, en concreto, 200.000 (en 2006). Ese mismo año salía al mercado la versión pocket de Telva a un precio de venta de 1,95 euros.   
En 2011 se incorpora a la dirección de la revista Olga Ruiz. Desde entonces, Telva ha dado el salto a las nuevas tecnologías, creando la edición online de la revista, multiplicando su visibilidad en redes sociales y alojando diferentes blogs. La revista ha ido adaptándose a los cambios característicos de la sociedad en cuanto a consumo de productos periodísticos en un intento de volverse más atractiva.
La cabecera se ha mantenido líder en los quioscos. Bajo el lema: "Lo último y no solo moda", en sus páginas han sido entrevistadas personas relevantes de la política, cultura, moda, economía o belleza, dando algunas exclusivas de información de la prensa. Considerada la revista femenina española por excelencia, "por sus vínculos con la Iglesia, mezcla el glamour de Vogue con un modelo de mujer que, a la vez que participa de un donaire burgués es culta y moderna, amén de tradicionalmente española y altoburguesa."

Aunque se piensa que la cabecera ha evolucionado al mismo ritmo que la mujer española, la profesora analista Nuria Capdevila-Argüeyes considera que
En Telva, ahora como al principio de su andadura hace cincuenta años, no se habla de sexo sino de amor y bodas, y se privilegian los contenidos españoles aunque se mantenga el cosmopolitismo. Se publica mucho periodismo de investigación sobre mujeres que concilian trabajo y familia a la perfección, siendo brillantes en ambas áreas. Evidentemente no hay sitio en esta publicación para las mujeres de clase social media o baja, las homosexuales o las inmigrantes. Sí hay sitio para mostrar la resolución en forma de mito, es decir, la no resolución, del conflicto entre tradición y modernidad vivido por las mujeres hace cincuenta años y ahora.
Actualmente pertenece a RCS MediaGroup, propietario de Unidad Editorial, que lo es de Recoletos Grupo de Comunicación (que a su vez posee el 99.06% del capital de ediciones Cónica).

## TELVA en los quioscos
Actualmente, la revista TELVA (editada por Ediciones Cónica desde 1981) forma parte de Grupo Unidad Editorial Revistas S.L.U., en el que también se incluyen los diarios El Mundo, Marca y Expansión y revistas como Actualidad Económica o La Aventura de la Historia.
TELVA se publica mensualmente (en edición normal y edición pocket) y cuenta con diferentes suplementos especializados que acompañan al número a lo largo del año: TELVA Belleza (febrero y octubre), TELVA Colecciones & Accesorios (marzo y septiembre), TELVA Niños (abril y octubre), TELVA Fitness & running (junio), TELVA Cocina (noviembre) y TELVA Navidad (diciembre). Además, la revista TELVA Novias, de publicación bianual en los meses de (febrero y septiembre) es todo un referente en el mundo nupcial. Desde 1980 la Agenda TELVA acompaña al número de enero.
Además de quioscos y otros puntos de venta de prensa, puedes encontrar TELVA en la plataforma digital Orbyt y en Apple Store. En la primera, disponible la versión en PDF de la revista enriquecida con contenidos multimedia; para iPad, TELVA ofrece una versión interactiva con contenidos extra y enlaces a contenidos digitales en Telva revista de Moda.

## TELVA en línea
En junio de 2000 se lanzó la web Estar Guapa, nombre que respondía al grueso de los contenidos que se publicaban en ella, y, sobre todo, a la vocación prescriptora de ser referente en el mundo de la Belleza tanto para las lectoras como para las usuarias de Internet. En septiembre de 2007, la página cambiaría de nombre y nacería así TELVA.com.
Hoy en día, en la web de TELVA se pueden encontrar contenidos de Belleza, Moda, Novias, Celebrities, Fitness, Cocina, Trabajo y Niños con clara inquietud inspiradora y de servicio para todas las mujeres que buscan estar informadas de la actualidad y las tendencias, así como encontrar nuevas ideas y consejos prácticos para su vida diaria, convirtiéndose así en nuevas prescriptoras en sus círculos personales y profesionales.

## Premios TELVA
La revista organiza cada año los Premios T de Telva sobre moda, solidaridad, niños, artes, ciencias y deporte y motor en las que participan tanto lectores en papel como internautas. Los Premios TELVA Moda son un referente que ha posicionado a la revista a nivel internacional. Desde su fundación en 1991 (los primeros en España), son muchos los prestigiosos diseñadores que han recibido el galardón.
En la categoría de Mejor diseñador internacional: Gianni Versace (1991), Christian Lacroix (1992), Giorgio Armani (1993), Calvin Klein (1994), John Galliano (1995), Tom Ford (1996), Donna Karan (1997), Valentino (1998), Carolina Herrera (1999), Marc Jacobs (2000), Dolce & Gabbana (2001), Emanuel Ungaro (2002), Paco Rabanne (2003), Jean Paul Gaultier (2004), Víctor & Rolf (2005), Christopher Bailey (2006), John Galliano para Dior (2007), Stefano Pilati para Yves Saint Laurent  (2008), Diane von Furstenberg (2009), Alber Elbaz para Lanvin y Etro (premio extraordinario a su trayectoria) (2010), Frida Giannini para Gucci (2011), Stella McCartney (2012) y Muzungu Sisters (Premio Especial Moda Solidaria 2012) y Riccardo Tisci para Givenchy (2013) y S.A.R. Tatiana de Grecia (Premio Especial Moda Solidaria 2013).
En la categoría de Mejor diseñador español: Elena Benarroch (1992), Veva Medem (1993), Roberto Verino (1994), Victorio & Lucchino (1995), Palacio & Lemoniez (1996), Antonio Pernas (1997), Amaya Arzuaga (1998), Jesús del Pozo (1999), Josep Font (2000), Lydia Delgado (2001), Miguel Palacio (2002) y Manuel Pertegaz (premio especial a su trayectoria 2002). Custo Barcelona (2003), Lorenzo Caprile (2004), Roberto Torretta y Manolo Blahnik (premio especial a su trayectoria) (2005), Juanjo Oliva y Ágatha Ruiz de la Prada (premio especial a su trayectoria) (2006), Carmen March (2007), David Delfín y Oscar de la Renta (premio extraordinario a su trayectoria) (2008), Ángel Schlesser (2009), Hannibal Laguna (2010), Joaquín Trías y Elio Berhanyer (premio extraordinario a su trayectoria) (2011), Cortana (2012) y Alvarno (2013).
Los Premios TELVA Belleza, que comienzan su andadura en mayo de 1993, premian anualmente a los mejores cosméticos del mercado. Su prestigio es reconocido por el sector valorándolos como los Oscar de la Belleza.
Los Premios TELVA Niños, de reciente creación (la I edición se celebró en 2011), reconocen lo mejor del mundo infantil: moda, cosméticos, alimentación, juguetes... en una fiesta en la que los niños son los protagonistas. 
Los Premios TELVA Solidaridad nacieron en 1986, como respuesta a la inquietud social de la cabecera y la sensibilidad en apoyar proyectos de pequeñas ONG españolas, que trabajan en todo el mundo realizando labores solidarias.
Los Premios TELVA Motor, votados por un jurado de expertos, galardonan, anualmente a los coches preferidos de las mujeres. Desde su nacimiento en 1998 son un referente en el sector del automóvil
En 2011, TELVA celebraba la primera edición de los Premios TELVA a las Artes, las Ciencias y el Deporte. En estos años se ha premiado a artistas de la talla de Sara Baras, Estrella Morente o Raphael; deportistas como Marc Márquez, Vicente del Bosque o al Equipo Nacional de Natación Sincronizada; y científicos como Valentín Fuster, José Baselga y la saga Barraquer.

## Otros eventos con el sello TELVA
Con motivo del 50 aniversario (en 2013), TELVA organizó el desfile "Moda en la Calle", un evento multitudinario al aire libre en la madrileña Plaza de Colón que, por primera vez en la historia y de la mano de esta revista, sacaba las creaciones de prestigiosas firmas internacionales y nacionales a la calle. Tras el éxito de la primera edición, este fashion show se celebra anualmente.
Además, TELVA ha rendido homenaje a tres ciudades españolas con la publicación de los especiales "Sevilla by TELVA" (2012), "Barcelona by TELVA" (2013) y "Madrid by TELVA" (2014) y con la celebración de diferentes eventos en estas capitales a los que se convocó a las autoridades y personalidades de las ciudades.
En estas celebraciones, TELVA quiso reconocer a Cayetana Fitz-James Stuart, duquesa de Alba, con el Premio TELVA a la Mejor Embajadora de Sevilla en el mundo; a Monserrat Caballé con el Premio TELVA a la mejor embajadora de Barcelona en el mundo; y a la baronesa Carmen Cervera con el Premio a la Mejor Embajadora de Madrid en el Mundo.
En 2014, TELVA celebró la primera edición del Maratón Femenino por Relevos en Las Rozas, un evento que promueve la actividad deportiva y el bienestar entre las mujeres. Como complemento a su poder prescriptor en el panorama nupcial, TELVA organiza anualmente un Encuentro para novias y profesionales TELVA novias. 
Telva colabora, por otro lado, con la Universidad CEU San Pablo ofreciendo un Máster en Comunicación en Moda y Belleza. Durante su 46 cumpleaños, la revista realizó exposiciones sobre sus veinte portadas más emblemáticas en diferentes ciudades de España. 

## Escuela de Cocina TELVA
Además de ser todo un referente en el mundo de la Moda y la Belleza, TELVA lo es también en el ámbito culinario. Con un recorrido de más de 25 años, la Escuela de Cocina TELVA, dirigida desde su creación por Sesé San Martín, ofrece una amplia gama de cursos y clases (teóricos y prácticos) en su sede física de Madrid y Barcelona. Además, mensualmente publica recetas y menús paso a paso en las páginas de la revista. La presencia de la gastronomía en TELVA forma parte de su historia de éxito, desde el primer número en 1963 donde lanzó sus fichas de cocina. Su prestigio es reconocido por famosos cocineros. 

## Galardones
- Premio al Medio de Comunicación Impulsor de las Mujeres Profesionales de 2008, otorgado por la Federación Española de Mujeres Directivas, Ejecutivas y Profesionales y Empresarias.[6]

### TELVA en las Redes Sociales
- Facebook
- Twitter
- Instagram
- Linkin bio
- Pinterest

- Datos: Q16638415